# San Leucio del Sannio
San Leucio del Sannio är en ort och kommun i provinsen Benevento i regionen Kampanien i Italien. Kommunen hade 3 096 invånare (2017).